# Váci Fegyház és Börtön

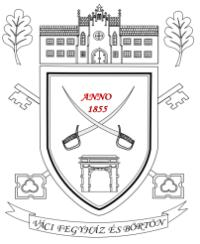
Az intézet címere 2013-ban készült Gáspár János bv. alezredes tervei alapján.

A Váci Fegyház és Börtön büntetés-végrehajtási intézet a Pest vármegyei Vácon található. Költségvetési szerv, jogi személy. Alaptevékenysége a külön kijelölés által meghatározott körben:
- a letartóztatással,
- a felnőtt korú férfi elítéltek fegyház és
- börtön fokozatú szabadságvesztésével

összefüggő büntetés-végrehajtási feladatok ellátása.
Felügyeleti szerve a Belügyminisztérium, szakfelügyeletet ellátó szerve a Büntetés-végrehajtás Országos Parancsnoksága.

## Története

### Előtörténete
- 1762-ben Mária Terézia királynő, császárné rendelkezett arról, hogy a tiszteletére épített diadalkapu melletti épületben „nemesi ifjak nevelőintézete” létesüljön. A bécsi Theresianum mintájára létrehozott intézmény az 1777–1778. évben kezdte meg működését.
- Mária Terézia fiának, II. József császárnak rendeletére 1784. szeptember 20-án a váci Theresianumot bezárták.
- 1808-ban az országgyűlés itt alapította meg a Ludovika Katonai Akadémiát, de azt végül 1825-ben Pesten nyitották meg.
- Ezután hosszabb ideig nem volt igazi gazdája, állaga leromlott.

### A fegyintézet alapításától
- A ma is létező büntetőintézet jogelődjének létrehozásáról az 1848–49-es forradalom és szabadságharc bukása után, az új osztrák birodalmi büntető törvénykönyv életbe lépésével, 1854-ben döntött az Osztrák Igazságügyi Minisztérium, a hatósági fogház létrehozásáról szóló rendeletében.
- Alapító okirata szerint 1855-ben létesült, az első fegyencet az év novemberében fogadták be.
- A Csemegi-kódex életbe lépésével az intézetet kerületi börtönné, majd 1884-ben  ismét fegyházzá alakították át.
- 1893-ban felépült a magánzárka-épület.
- A sokáig Magyarország legmodernebb gyógyintézetének számító rabkórház 1931-ben készült el.
- Az 1956-os forradalom után a politikai okból elítéltek egyik legnagyobb fogva tartó intézete volt. A fogvatartottak megmozdulásai közül az 1960-as és az 1963-as börtönsztrájk volt a legjelentősebb.
- A Büntető törvénykönyv 1978-as hatálybalépését követően az intézetet a szigorított őrizetesek elhelyezésére jelölték ki.
- Az objektum Duna-parti, lezárt területét 1996-ban átadták az önkormányzatnak.
- 1996-ig itt működött a Büntetés-végrehajtási Tiszthelyettesképző Iskola.
- A fogvatartottakat 1880-ig vállalkozók foglalkoztatták, akik a rabokat az élelmezésért cserébe külső munkákban vették igénybe, a korabeli tapasztalat szerint jó haszon mellett.
- Az ipari jellegű munkáltatás 1920 után indult meg, amikor gazdasági gépeket és eszközöket előállító, bútorasztalos, vegyészeti és gombgyártó üzem, valamint képkeretező részleg működött.
- 1951-ben a „Földmunkálatokat Végző Egyesülés”, majd 1952-től a KÖMI (Közérdekű Munkák Igazgatósága) 101. számú vállalat keretében zajlott az üzemszerű munkavégzés.

Az elítéltek foglalkoztatását jelenleg az intézet mellett működő Duna-Mix Kereskedelmi és Szolgáltató Kft. szolgálja.
A Váci Fegyház és Börtönben sok híres személyiség töltötte büntetését politikai elítéltként, köztük Szakasits Árpád, Rákosi Mátyás, Kádár János, Hómann Bálint, Bibó István, Göncz Árpád, Mérei Ferenc, Bácsi József és Gyárfás Tamás. Itt volt fogva tartva Matuska Szilveszter is, a biatorbágyi viadukt felrobbantója.

## Az Intézet vezetői
- Margets Károly (1855-1867)
- Czóbel Pál (1867-1870)
- Galsay Kovách Ernő (1870-1874)
- Varga János (1874-1885)
- Galsai Kovách Ernő (1885-1890)
- Andrássy Sándor (1890-1890)
- Balkay István (1890-1906)
- Gedeon Emil (1906-1922)
- Dr. Rusztek Lajos (1922-1935)
- Dr. Schüszler Rezső (1935-1939)
- Dr. Verőczey Béla (1939-1947)
- Dr. Debreczeni Jenő bv. alezredes (1947. május 6.-1949. december 22., valamint  1956. okt. 27-től a forradalom leveréséig)
- Lehota István áv alezredes (1950-1953)
- Kormányos József alezredes (1954-1955)
- Gáspár Márton áv százados (1955-1960)
- Végvári Sándor bv. százados (1960-1962)
- Béres István bv.alezredes (1962-1965)
- Horváth Sándor bv. ezredes (1965-1978)
- Szucsik István bv. alezredes (1978-1983)
- Demjén János bv. ezredes  (1983-1989)
- Vörös Ferenc bv. ezredes (1990-1991)
- Dr. Klenyán Mihály bv. ezredes (1991-1994)
- Dr. Rissai Nándor bv. ezredes (1994-2002)
- Vatai Gyula bv. ezredes (2002-2011)
- Kopcsik Károly bv. dandártábornok (2011-2019)
- Dr. Füzesi Viktor bv. ezredes (2019 - 2022)[2]
- Nagy Balázs István bv. ezredes (2022 - 2024) [3]
- Nagy József bv. alezredes (2025 - )

## Külső hivatkozások
- Hivatalos oldal
- https://web.archive.org/web/20141107073512/http://invitelweb.hu/bvvac/int_mult/epulet.html
- http://www.utazzitthon.hu/vac_fegyhaz.html Archiválva 2016. szeptember 10-i dátummal a Wayback Machine-ben
- Növényt csinált ellenségeiből az ÁVH – Origo, 2012. szeptember 15.
- https://web.archive.org/web/20131224114946/http://invitelweb.hu/bvvac/int_mult/doberdo.html